# نارایانا هلت
نارایانا هلت (انگلیسی: Narayana Health) شرکت مراقبت سلامت هندی است، که در سال ۲۰۰۰ توسط دوی شتی تأسیس شد.